# Kabalaka
Kabalaka, Kabala, a fost capitală Albaniei Caucaziene.
Rămășițe ale renumitului oraș antic Kabala, s-au păstrat până în zilele noastre în raionul Qabala din Azerbaidjan, aproape de așezarea Ciuhur-Kabala. 
Orașul antic Kabala pe care Plinius îl numește „orașul de frunte din Albania”, era un mare centru comercial, meșteșugăresc, administrativ și cultural, cu o circulație dezvoltată a banilor, un nivel social-economic ridicat si viață culturală dezvoltată. În sec. I-IV Kabala era reședința regilor albani, iar mai apoi locul de ședere al vice-regilor sasanizi. Și numai în sec VI, ca urmare a intensificării în mod substanțial a incursiunilor triburilor din nord, acesta și-a pierdut rolul de capitală, rămânând în același timp centrul religios al Albaniei și locul unde venea permanent episcopul alban.